# Melanaspis martinsi
Melanaspis martinsi  (лат.) — вид полужесткокрылых насекомых-кокцид рода Melanaspis из семейства щитовки (Diaspididae).

## Распространение
Южная Америка: Бразилия.

## Описание
Мелкие щитовки, диаметр взрослых самок около 2,5 мм, форма тела округлая; основная окраска жёлтая.
Питаются соками таких растений, как Rosa (Rosaceae).
Таксон Melanaspis martinsi включён в состав рода Melanaspis Cockerell, 1897 вместе с таксонами M. aristotelesi, M. arnaldoi, M. bondari, M. bromiliae, M. figueiredoi, M. jaboticabae, M. leivasi, M. araucariae, M. saccharicola, M. santensis, M. smilacis.